# Александър Родченко
Алекса̀ндър Миха̀йлович Ро̀дченко (на руски: Александр Михайлович Родченко) е руски художник, скулптор, фотограф, графичен дизайнер и сценограф.

## Биография
Роден е на 5 декември (23 ноември стар стил) 1891 година в Санкт Петербург в работническо семейство, което през 1902 година се премества в Казан. Там той учи в Художественото училище при Николай Фешин, където се запознава с бъдещата си съпруга и редовен съавтор Варвара Степанова. През следващите години се налага като един от основоположниците на конструктивизма и развива активна дейност в областта на дизайна на плакати и реклами и във фотографията.
Александър Родченко умира на 3 декември 1956 година в Москва.

## Памет
- През 2016 г. в южната част на Москва кръщават на негово име улица „Александър Родченко“.